# フィリップ・トレトン
フィリップ・トレトン（Philippe Torreton, 1965年10月13日 - ）はフランス・ルーアン出身の俳優。

## 来歴
パリのフランス国立高等演劇学校（コンセルヴァトワール）にて、マドレーヌ・マリオン、カトリーヌ・ヒーゲル、ダニエル・メズギッシュのクラスで演技を学んだ。1990年に映画デビュー。これまで4度セザール賞にノミネートされており、1996年の『Capitaine Conan』で受賞している。
プライベートでは女優のアンヌ＝マリー・エチエンヌと結婚し子供が二人いるが後に離婚している。また、2007年のフランス大統領選挙ではセゴレーヌ・ロワイヤルを支持していた。
2008年よりフランス国立高等演劇学校にて教授を務めており、また、2010年前後の短期間、9区選出パリ議会議員も務めた。

## 主な出演作品
| 公開年 | 邦題 原題                                                                | 役名                   | 備考                      |
| ------ | ------------------------------------------------------------------------ | ---------------------- | ------------------------- |
| 1995   | ひとりぼっちの狩人たち L'Appât                                           |                        |                           |
| 1996   | Capitaine Conan                                                          | コナン                 | セザール賞主演男優賞 受賞 |
| 1996   | コメディ・フランセーズ/演じられた愛 La Comédie-Française ou L'amour joué |                        |                           |
| 1999   | 今日から始まる Ça commence aujourd'hui                                   | ダニエル               |                           |
| 2001   | フェリックスとローラ Félix et Lola                                       | フェリックス           |                           |
| 2003   | ボディスナッチ Corps à corps                                             | マルコ                 |                           |
| 2005   | 灯台守の恋 L' Équipier                                                   | イヴォン               |                           |
| 2005   | ナイト・オブ・ザ・スカイ Les Chevaliers du ciel                          | ベルトラン             |                           |
| 2009   | アルティメット2 マッスル・ネバー・ダイ Banlieue 13 - Ultimatum           | 共和国大統領           |                           |
| 2010   | 海嵐 ストーム・セイバー Tempêtes                                         | パトリック             | テレビ映画                |
| 2011   | 裏切りの戦場 葬られた誓い L'Ordre et la Morale                           | クリスチャン・ポウトー |                           |
| 2013   | ムード・インディゴ うたかたの日々 L'Écume des jour                       |                        |                           |